# Contea di Kanawha
La contea di Kanawha (in inglese Kanawha County) è una contea dello Stato della Virginia Occidentale, negli Stati Uniti. La popolazione al censimento del 2000 era di 200 073 abitanti. Il capoluogo di contea è Charleston.